# Aizu

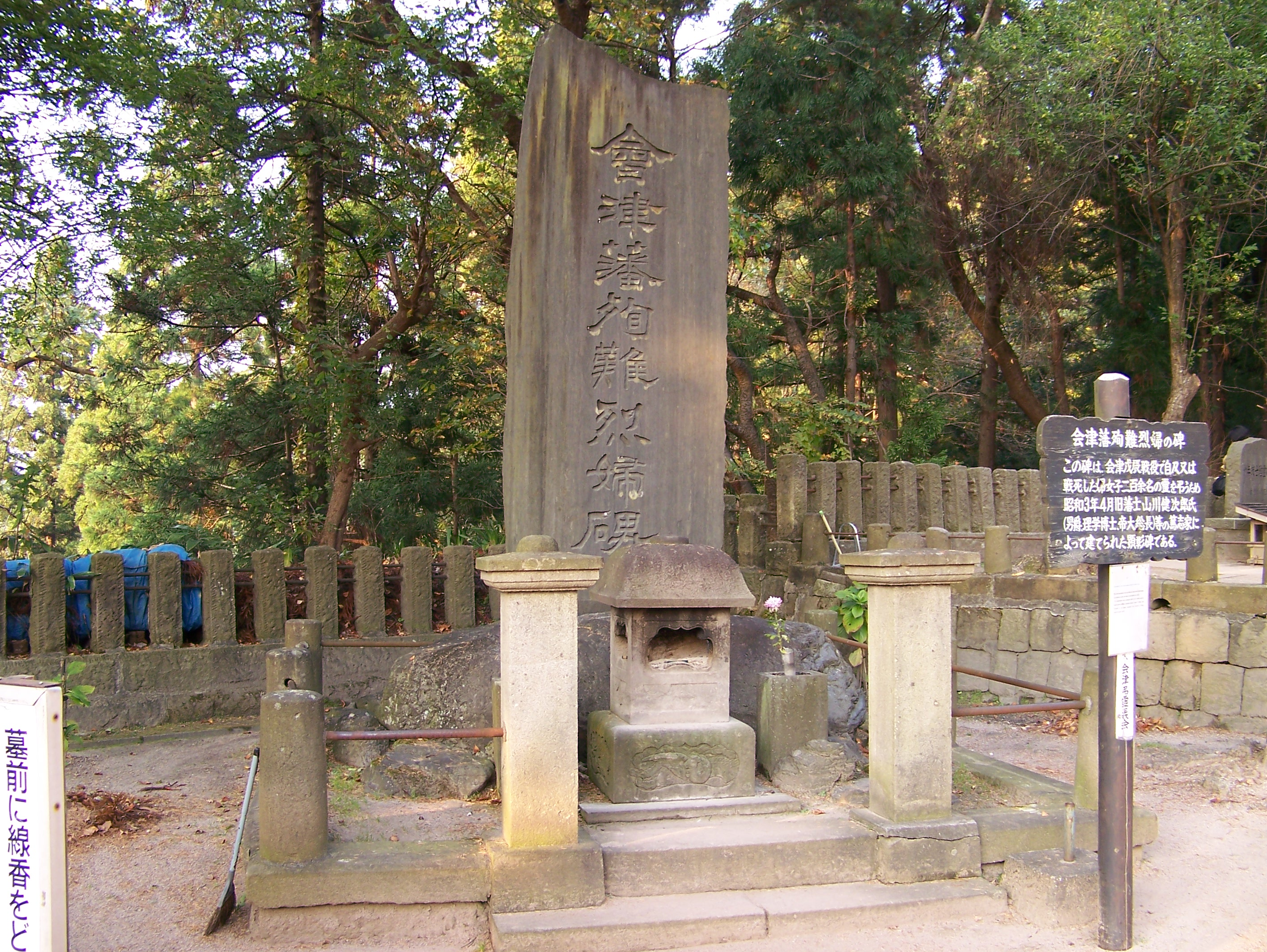
Monument als samurais Byakkotai.

Aizu (会 津) és una àrea que representa el terç oest de la Prefectura de Fukushima al Japó. La ciutat principal de l'àrea és Aizu-Wakamatsu.
Durant el període Edo, Aizu va ser un domini feudal conegut com a Aizuhan (会 津 藩) i part de la província de Mutsu.

## Història
Els governants (dàimio) al llarg de gran part del període Edo van ser del clan Hoshina, exalts servidors del clan Takeda. Al començament del segle xvii el principal de la família, Hoshina Masamitsu, va adoptar el fill il·legítim del segon shōgun Tokugawa Hidetada, i com a resultat la fortuna de la família Hoshina va creix cada vegada més. Hoshina Masayuki, l'adoptat, va augmentar en importància durant el mandat com shōgun del seu mig germà Tokugawa Iemitsu, fins i tot actuant com a regent durant la minoria d'edat del quart shogun Tokugawa Ietsuna. En la fi del segle xvii, la família Hoshina va ser autoritzada a usar el nom Tokugawa, i des de llavors va ser conegut com a Aizu - Clan Matsudaira, amb el nom Hoshina utilitzat només per als documents interns.
Aizu va ser reconeguda pel seu desenvolupament en arts de combat, i per mantenir en armes constantment prop de 5000 guerrers i fermes normes de conducta en la guerra de les quals les instruccions següents són un exemple.